# Чуперченій-Ной (комуна)
Чуперченій-Ной (рум. Ciupercenii Noi) — комуна у повіті Долж в Румунії. До складу комуни входять такі села (дані про населення за 2002 рік):
- Смирдан (1480 осіб)
- Чуперченій-Ной (4540 осіб)

Комуна розташована на відстані 257 км на захід від Бухареста, 83 км на південний захід від Крайови.

## Населення
За даними перепису населення 2002 року у комуні проживали 6020 осіб.
Національний склад населення комуни:
| Національність | Кількість осіб | Відсоток |
| -------------- | -------------- | -------- |
| румуни         | 5990           | 99,5%    |
| цигани         | 27             | 0,4%     |
| турки          | 2              | < 0,1%   |
| угорці         | 1              | < 0,1%   |

Рідною мовою назвали:
| Мова      | Кількість осіб | Відсоток |
| --------- | -------------- | -------- |
| румунська | 6013           | 99,9%    |
| циганська | 4              | 0,1%     |
| угорська  | 1              | < 0,1%   |
| російська | 1              | < 0,1%   |
| турецька  | 1              | < 0,1%   |

Склад населення комуни за віросповіданням:
| Релігія       | Кількість осіб | Відсоток |
| ------------- | -------------- | -------- |
| православні   | 5876           | 97,6%    |
| адвентисти    | 137            | 2,3%     |
| баптисти      | 3              | < 0,1%   |
| римо-католики | 2              | < 0,1%   |
| п'ятдесятники | 2              | < 0,1%   |